# Dawit I
Dawit I, död 1413, var kejsare av Etiopien mellan 1382 och 1413.